# 梶山城
梶山城（かじやまじょう）は、宮崎県北諸県郡三股町大字長田字城内にあった日本の城（山城）。「庄内十二外城」の1つ。

## 概要
梶山集落北方の、標高約240メートルの台地上に位置する。正平7年（1352年）、樺山資久によって築城されたという伝承があり、元和元年（1615年）に廃城となるまで約260年間、南九州の覇権を巡る争いの中で、要害の地として活用された。

## 歴史
樺山氏初代である樺山資久の築城と伝わるが、詳細は不明である。
永和元年/天授元年8月26日（1375年9月22日）の水島の変に端を発する島津方と今川方の争いの中、応永元年/明徳5年（1394年）、北郷義久が和田正覚と高木氏を梶山城に配したところ、今川貞世の四男・尾崎貞兼と今川方の国人相良氏、伊東氏、土持氏、北原氏らに攻められた。
これに対し、島津氏及び北郷義久は救援として、北郷義久の三男の北郷久秀及び四男の北郷忠通を派遣したが、久秀及び忠通は討死し、梶山城は落城した。
なお、久秀と忠通の墓は三股町の大昌寺 跡に現存しており、1989年（平成元年）11月3日に町指定文化財（史跡）に指定されている。また、墓の傍には久秀が死ぬ間際に座ったと伝えられる腰掛石が保存されている。
嘉吉元年（1441年）以降、梶山城は、豊州家島津氏の支配するところとなり、伊東氏との間で争奪戦が繰り広げられたが、明応4年（1495年）の和議により、三俣院一千町歩が伊東氏に明け渡されることになり、高城、野々美谷城、山之口城とともに伊東氏の所領となった。ただし『日向記』には、永正元年（1504年）まで梶山城は伊東氏に属していないとの記述がある。享禄3年（1530年）頃には、山之口城、高城、勝岡城などとともに庄内三俣の八外城の一つとされていた。
その後、北郷忠相は、三俣院を奪還すべく、伊東氏と一進一退の戦いを繰り広げ、天文元年（1532年）、島津忠朝・北原久兼と密約を交わし、三軍で伊東氏領の三俣院高城を襲撃。伊東軍は敗北する（不動寺馬場の戦い）。伊東氏はこの敗戦に加え、家中に内紛が発生したことで三俣院の維持が困難となり、天文3年（1534年）、北郷忠相は梶山城を確保した。
豊臣秀吉の九州征伐後の文禄3年（1594年）、島津家領内で検地が行われると、北郷氏は祁答院へ移され、伊集院氏の所領となった。
慶長4年（1599年）に起きた庄内の乱では、梶山城は伊集院忠真の都之城を本城とする「庄内十二外城」の一つとして、城主野邊彦一を中心に、野邊金左衛門、谷口丹波、谷口伊予らが立て篭もったが、慶長5年（1600年）2月29日に降伏開城した。
降伏後、忠真は頴娃1万石へ移され、都城には旧領主であった北郷氏が復帰し乱は終結した。
元和元年（1615年）の一国一城令により廃城となった。

## 遺構
独立性の高い4つの曲輪より構成されており『庄内地理誌』の絵図に描かれた状況と符合する。
曲輪には、「内城」「二の丸」「中の丸（仮屋城）」「杖房」という呼称が付いている。遺構としては、大手口 、虎口 、大土塁、大横堀、堀切のほか、四重の横掘等が残されている。
特に、四重の横掘は、梶山城の「縄張図」作成者である中世城郭研究会の八巻孝夫から、全国屈指の遺構であると評価されている。階段状に連なっており、庄内の乱の際に築かれた鉄砲射撃のための立体的な塹壕と推定されている。